# 윤영구 (1923년)
윤영구(尹英求, 1923년 9월 17일 ~ 1991년 3월 8일)는 대한민국의 기업인 겸 공무원이다. 메트로항공 대표이사 등을 지냈다. 농림부 장관을 지낸 윤영선(尹永善)의 아들이며, 전 대통령 윤보선의 조카이다. 조선일보 사주 방상훈(方相勳)의 장인이기도 하다. 본관은 해평이다.
정치인, 중앙선관위 관리위원인 동명이인 윤영구는 그의 먼 일족으로, 윤세겸의 다른 아들이자 윤발의 이복 형 윤학(尹水+學)의 후손이었다.

## 학력
- 송도중학교 졸업
- 일본 도쿄농업대학(도쿄대학교의 전신) 전문부 농업척식과(農業拓殖科) 졸업

## 경력
- 일본 유학후 귀국
- 회사원
- 충청남도 아산군에서 농장 경영
- 1945년 해방후 제분공업(製粉工業) 경영
- 1948년 내무부 비서관
- 1949년 서울특별시 총무과 문서계장
- 1949년 서울특별시 산업국 공업과 공업계장
- 1952년 국방부 비서관
- 1953년 달성제지주식회사(達成製絲株式會社) 서무부장
- 1960년 6월 교통부 공로국 공로과장(公路課長)
- 교통부 공로국 관리과장
- 1960년 11월 교통부 육운국 관리과장
- 교통부 관광국장
- 1967년 교통부 육운국장
- 1968년 4월 1일 경제과학심의회사무국제일조사분석실장
- 1968년 7월 (주) 대한통운 이사
- 1969년 2월 대한통운 상무이사
- 1973년 국회전문위원회 위원
- 미라마관광 부사장
- 하얏트호텔 부사장
- (주)메트로항공 대표이사
- (주)메트로항공 회장

## 가계
- 할아버지: 윤치호(尹致昊 1864년 12월 26일 - 1945년 12월 9일)
- 할머니: 진주 강씨(晉州 姜氏, 1868년 - 1886년)
- 할머니: 마애방(馬愛芳, 청나라 사람 1871년 2월 19일 - 1905년 2월 14일)
  - 고모: 윤봉희(尹鳳姬, 로나(Launa), 1894년 12월 31일 - ?) - 김긍선과 결혼. 경기도 개성에서 살았음
  - 고모부: 김긍선(金兢善, ? - ?, 소학교 훈도 역임)
  - 숙부: 윤봉성(尹鳳成)
  - 숙부: 윤광선(尹光善, 샌들러(Candller[2]), 1898년 11월 17일 - ?)
    - 사촌 형: 윤용구(尹龍求, 1919년 2월 16일 - ?)
    - 사촌 형수: 한원희(? - ?)
      - 5촌 조카 : 윤시영(? - ?)

    - 사촌 동생: 윤정구(尹鼎求, 1927년 4월 7일 - 2018년 11월 18일, 기업인·고려원양(주) 전무 역임)
    - 사촌 제수 : 박혜준
      - 5촌 조카 : 윤도영

    - 사촌 동생: 윤명구(尹明求, 1930년 - ?)
    - 사촌 여동생: 윤자희, 음악인
    - 사촌 매제: 김명호(金明浩, ? - ?), 북한 개성시장위원회 부위원장[3], 개성시 인민위원장 역임[3]
    - 사촌 여동생: 윤정희
    - 사촌 매제: 채동규(蔡東圭, 1917년 - 2003년 12월 18일[4], 서울대학교 약학대학 제2대 학장, 대한약학회 회장 역임
    - 사촌 여동생: 윤성희(1929년 - )
    - 사촌 매제: 원석연(元錫淵, 1922년 - 2003년 11월 5일, 화가)

  - 고모: 윤용희(尹龍姬, 헬렌(Helen), 1903년 - ? )
  - 고모부: 백OO
    - 외사촌 : 백연숙

- 할머니 : 백매려(白梅麗, 1890년 8월 1일 - 1943년 4월 10일, 본관은 남포, 다른 이름은 백미려(白美麗)
  - 고모: 윤문희(尹文姬, 별칭은 마리(Mary), 1907년 9월 18일 - ?, 정광현(鄭光鉉, 서울대학교 법대 교수)과 결혼.)
  - 고모부: 정광현(鄭光鉉, 법의학자, 호는 설송(雪松), 1902년 - 1980년 12월 7일)
  - 고모: 윤무희(尹武姬, 1912년 5월 4일 - 1914년 3월 10일)
  - 고모: 윤은희(尹恩姬, 1917년 11월 11일 - ?)
  - 고모부: 정봉섭(鄭奉燮, 1912년 - ?, 의학박사, 산부인과 의사)
  - 고모: 윤명희(尹明姬, 1918년 2월 8일 - 2013년 10월 30일) 미국 버지니아주에서 사망 (장지: Fairfax Memorial Park, Section 6, Garden of Serenity)
  - 고모부: 조인호(趙麟鎬, ? - ?)
    - 고종사촌: 조영숙(1940년 - )

  - 삼촌: 윤장선(尹璋善, 다른 이름은 워싱턴[2], 1920년 - 2005년 3월 25일) 전(前) 미국 샌프란스시코 총영사관
  - 숙모: 기세선([5], 1922년 - 2007년 9월 28일[6])
    - 사촌 : 윤원구(尹元求,[7])
    - 사촌 : 윤인경, 윤장선의 셋째 딸
    - 사촌 : 윤효진(尹孝珍, 1958년 - ), 대한민국 국가대표 피겨스케이트 선수

- - 고모: 윤보희(尹寶姬, 1923년 10월 19일 - , 음악가, 이화여자대학교 음대 교수)
  - 고모부: 현영학(玄永學, 1921년 - 2004년 1월 14일 오전 9시[8][9][10], 기독교 민중신학자이며 이화여자대학교 문리대학장)
  - 고모: 윤영희(尹瑛姬, 1926년 3월 5일 - , 미국 거주)
  - 고모부: 휘스넌트(Whisnant, 미국인)
  - 삼촌: 윤정선(尹挺善, 요셉[2] 1928년 - 2008년 3월 4일) 미국에서 사망
  - 숙모: 김영주김영주[5], 이승만 대통령의 주치의 김승현(金承鉉)의 둘째 딸[11]
  - 고모: 윤정희

- 아버지: 윤영선(尹永善, 1896년 12월 25일 - 1988년 2월 6일)
- 어머니: 민연희(閔蓮禧 또는 閔連嬉, 1895년 3월 27일 - 1950년 7월 20일) - 묘는 망우리에 있다. 참봉 민유식(閔惟植)의 딸
  - 동생: 윤승구(尹勝求, 1924년 - )
  - 제수: 김정옥(金貞玉[12], 독립운동가 겸 교육자 김명신의 딸)
  - 동생: 윤용구(尹容求, 공무원, 서울특별시청 총무과에 근무하였음)
  - 제수: 이름 미상
- 계모 : 김명주(金明珠, 1906년 5월 20일 ~ 1981년7월 25일) - 묘는 석곡리 선영 근처, 강릉 김명신(金明信)의 딸
- 처: 한경복(韓慶福, 1928년 7월 9일 ~ ), 청주한씨 한명덕(韓明德)의 딸
  - 양자 : 윤두영(尹斗榮, 1851년 3월 17일 ~ )
  - 양자부 : 김신영(金信英, 1956년 4월 30일 ~ ), 김해김씨 김현태(金賢泰)의 딸
  - 첫째 딸: 윤순명(尹旬明, 1946년 10월 27일 ~ )
  - 첫째 사위: 방상훈(方相勳, 1948. 2. 6 ~ 조선일보 사장)
  - 둘째 딸: 윤재명(尹在明, 1948. 10. 20.)
  - 둘째 사위: 신희철(申熙澈 1947.05.16, 서울대학교 의과대학 재직)
  - 셋째 딸: 윤서명(尹瑞明, 1956. 12. 26 ~ , 미국 거주)
  - 셋째 사위 : 미국인 디엘 밴 알스텔
  - 넷째 딸: 윤영(尹瑛, 1960. 08. 26 ~ )
  - 넷째 사위: 송기섭(宋棋燮)
- 재당숙: 윤보선(尹潽善, 1897년 - 1990년)
- 사돈: 방일영(方一榮, 1923년 11월 26일 ~ 2003년 8월 8일)

## 기타
아들이 없었던 윤영구는 동생 윤승구의 아들들 중 한명인 윤두영을 양자로 들였다.

## 같이 보기
- 조선일보
- 윤치호
- 윤영선
- 윤보선
- 윤치왕
- 윤치영
- 방상훈
- 방일영
- 방응모
- 장면
- 제2공화국